# Nikola Aleksić
Nikola Aleksić (cyr. Никола Алексић; ur. 1808 w Starim Bečeju, zm. 1 stycznia 1873 w Aradzie) – serbski malarz, przedstawiciel realizmu.

## Życiorys
Nauki pobierał u Arsenije Teodorovicia. Następnie w latach 1828–1830 studiował na Akademii Sztuk Pięknych w Wiedniu. Przebywając we Włoszech, zetknął się z twórczością nazareńczyków. Po powrocie w rodzinne strony mieszkał w Kikindzie i Timișoarze. Od 1840 roku żył i tworzył w Aradzie. Jego dzieła – ikonostasy i obrazy ścienne – zdobiły liczne cerkwie na terenie Serbii i Rumunii.

## Galeria

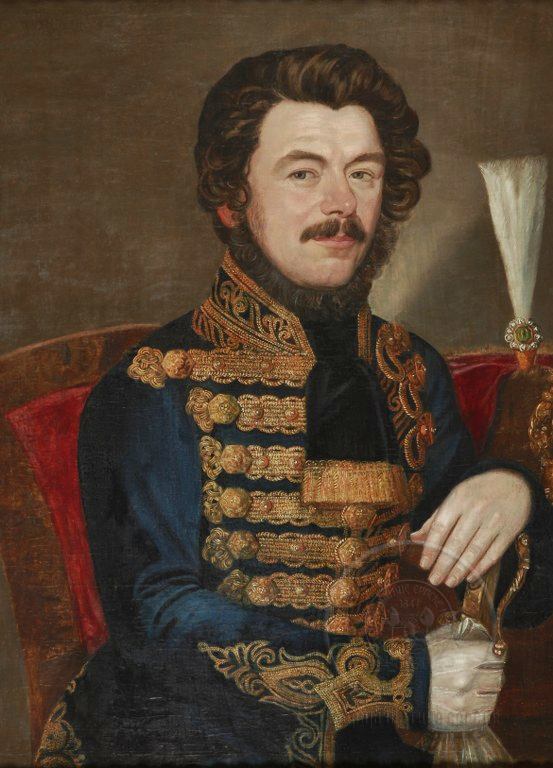
Portret Jovana Stefanovicia Vilovskiego
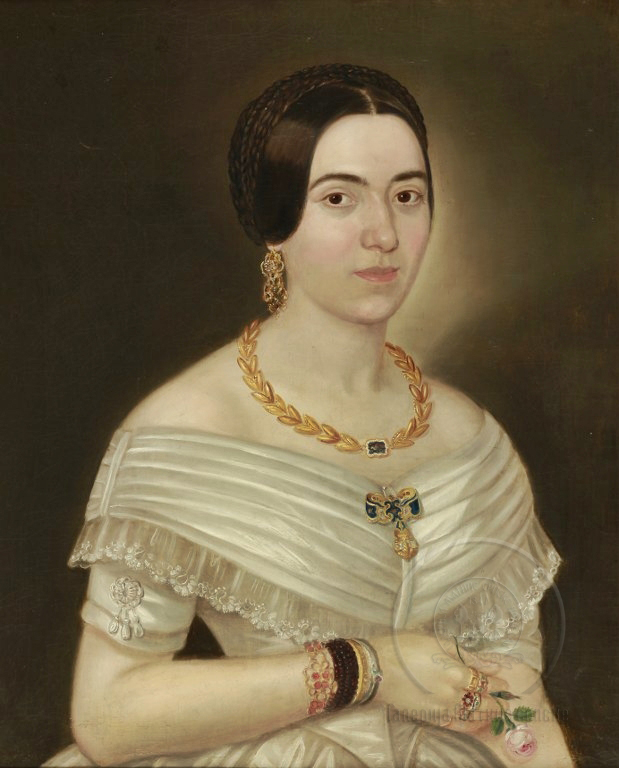
„Dama u belom”
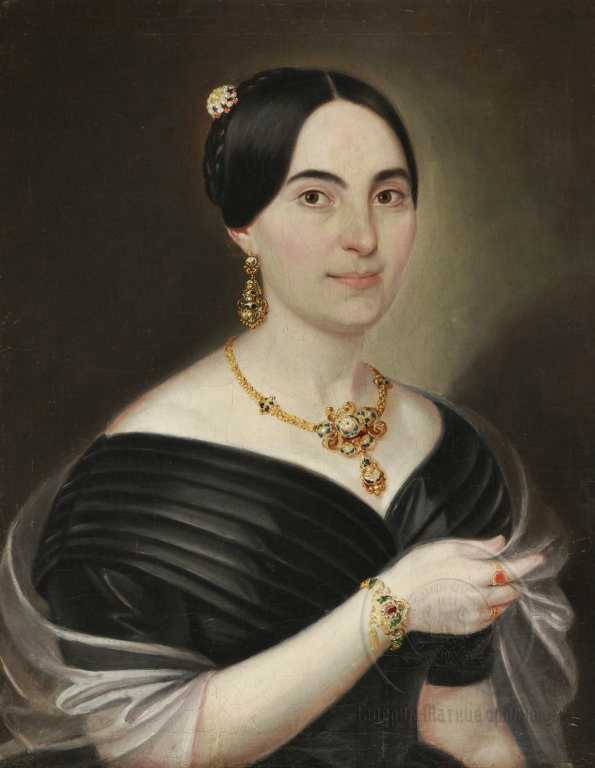
Portret Jovany Vilovski
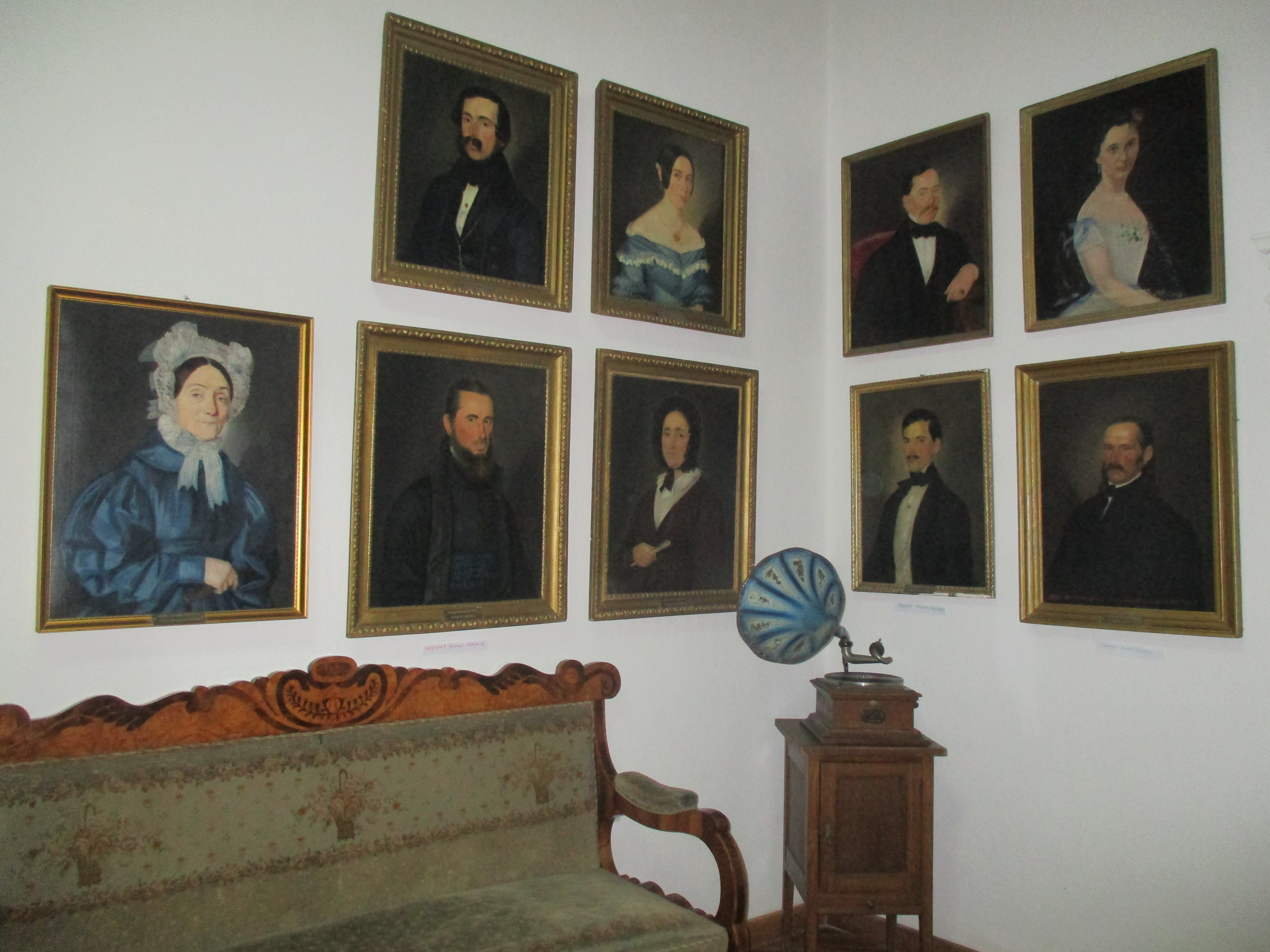
Obrazy Aleksicia w Muzeum Narodowym w Kikindzie